# Carteronius
Carteronius es un género de arañas araneomorfas de la familia Clubionidae. Se encuentra en  África subsahariana.

## Lista de especies
Según The World Spider Catalog 12.0:
- Carteronius argenticomus (Keyserling, 1877)
- Carteronius fuscus Simon, 1896
- Carteronius helluo Simon, 1896
- Carteronius vittiger Simon, 1896